# Val-de-Marne
 Val-de-Marne  je francouzský departement v Ile-de-France, který tvoří jihovýchodní část pařížské aglomerace. Název znamená „údolí (řeky) Marny“. Hlavní město je Créteil.

## Historie
Departement Val-de-Marne vznikl 1. ledna 1968 z 29 obcí departementu Seine a z 19 obcí departementu Seine-et-Oise. V oblasti tehdy žilo přes 1,120.000 obyvatel, většinou v malých domcích z předválečné a těsně poválečné doby. Na okrajích nového departementu už vznikaly domky zámožnějších lidí, ale jeho střed byl chudý. Jedním z hlavních úkolů bylo obstarat nové bydlení pro desetitisíce lidí a vybudovat lepší dopravní infrastrukturu.

## Geografie
Val-de-Marne je částí věnce departementů, které obepínají Paříž. Sousedí na severu s departementem Seine-Saint-Denis, na východě se Seine-et-Marne, na jihu s Essonne a na západě s Hauts-de-Seine. V Charenton-le-Pont se vlévá Marne do Seiny, největší vodní plocha je jezero v Créteil (asi 40 ha). Nejnižší bod, na hranici Paříže, má nadmořskou výšku 30 m, nejvyšší bod ve Villejuif 126 m. Celá oblast je silně urbanizovaná s výjimkou několika zemědělských obcí na jihovýchodě (Noiseau, Perigny).

## Administrativní rozdělení
| Arrondissement   | Počet obyvatel (1999) | Rozloha (km²) | Hustota zalidnění | Počet kantonů | Počet obcí |
| ---------------- | --------------------- | ------------- | ----------------- | ------------- | ---------- |
| Créteil          | 625.868               | 146           | 4272              | 25            | 23         |
| L'Haÿ-les-Roses  | 236.803               | 35            | 6682              | 9             | 10         |
| Nogent-sur-Marne | 364.579               | 63            | 5778              | 15            | 14         |

## Demografie
S 1,279.000 obyvateli je Val-de-Marne 10. nejlidnatější ve Francii. V roce 2004 bylo 26 % obyvatel mladších než 20 let a 17,1 % starších než 60 let. Roku 1999 žilo v departementu 11,9 % cizinců, z toho asi dvě třetiny ze zemí mimo EU. Proti roku 1990 to znamenalo mírný pokles.

## Nejvýznamnější města
| - Créteil 89 000 - Vitry-sur-Seine 82 500 - Saint-Maur-des-Fossés 75 200 - Champigny-sur-Marne 74 900 - Ivry-sur-Seine 55 700 |  | - Maisons-Alfort 53 300 - Fontenay-sous-Bois 51 600 - Villejuif 49 800 - Vincennes 47 200 - Alfortville 42 900 |

## Doprava
Na území Val-de-Marne leží od roku 1947 druhé pařížské letiště, Orly, se dvěma terminály a asi 220 000 pohyby ročně. S centrem je spojeno rychlodráhou (RER), dálnicí A106 a autobusy. Departementem prochází několik dálnic (A4, A6A, A6B, A86), rychlodráhy RER linky A, B, C, D a E a linky metra číslo 1, 7 a 8.

## Školství
Do 771 veřejných a 94 soukromých škol v departementu chodilo v roce 2005 asi 252 700 žáků a studentů. Od roku 1970 je v Créteil Université Paris XII Val-de-Marne a od roku 1972 i Pařížský institut urbanismu.